# Corona de lágrimas (série télévisée, 2012)
Pour les articles homonymes, voir Corona de lágrimas.
Corona de lágrimas (Les larmes de l'amour) est une telenovela mexicaine diffusée en 2012-2013 par le Canal de las Estrellas (Televisa).

## Distribution
- Victoria Ruffo : Refugio Chavero
- Juan Carlos Casasola : Don Benjamín Aguilar
- Ernesto Laguardia : Rómulo Ancira
- África Zavala : Lucero Vásquez
- Adriana Louvier : Olga Ancira Cervantes
- José María Torre : Edmundo Chavero
- Mane de la Parra : Ignacio Chavero
- Alejandro Nones : Patricio Chavero
- Lola Merino : Mercedes Cervantes
- Martha Julia : Flor Escutia Borbolla
- Arturo Carmona : Apolinar "Polo" Pantoja
- Maribel Guardia : Julieta Vásquez
- Amairani : Érika Cordero
- Raquel Garza : Martina Requena Vda. de Durán
- Erika García : Margarita Ríos "Magos"
- Ulises de la Torre : Agustín Galindo
- Mauricio García Muela : Raúl Cervantes
- Felipe Nájera : Marco Cervantes
- Fabiola Guajardo : Norma
- Axel Ricco : José Antonio Barajas "El Pollo"
- Elizabeth Guindi : Aurora de Cervantes
- Ilithya Manzanilla : Sandra Cervantes
- Cassandra Sánchez Navarro : Consuelo María del Pilar "Chelito" Durán Requena
- Carlos Girón : César Durán
- Javier Ruán : Don Isaías Requena
- Alejandro Ávila : Baldomero
- Juan Peláez : Eliseo Marrufo
- Pedro Moreno : Juge Corona
- Perla Encinas : Zaida Sánchez Chávez
- Demian Gabriel : El Pinzas
- Vicente Torre : Silvestre
- Zadkiel Molina : Tino
- Emireth Rivera : Lic. Delia Orozco
- Tania Riquenés : Daira Americas

## Autres versions

### Télévision
- Corona de lágrimas (1965)

### Cinéma
- Corona de lágrimas (1968)

## Diffusion internationale
- Canal de las Estrellas
- Canal de las Estrellas Amérique latine
- Canal de las Estrellas Europe
- Univisión
- Univisión Porto Rico
- Canal 5 El Líder
- Telefuturo
- Telemicro
- Gama TV
- Mega (2013-2014)
- La Red (2015-2016)

### Sources
- (es) Cet article est partiellement ou en totalité issu de l’article de Wikipédia en espagnol intitulé « Corona de lágrimas (telenovela de 2012) » (voir la liste des auteurs).